# Stâncuța
Stâncuța – wieś w Rumunii, w okręgu Suczawa, w gminie Zvoriștea. W 2011 roku liczyła 173 mieszkańców. 